# Skabyer Torfgraben Ergänzung
Skabyer Torfgraben Ergänzung este o arie protejată (arie specială de conservare — SAC, sit de importanță comunitară — SCI) din Germania întinsă pe o suprafață de 5,52 ha, integral pe uscat.

## Localizare
Centrul sitului Skabyer Torfgraben Ergänzung este situat la coordonatele 52°16′51″N 13°44′28″E / 52.2808°N 13.7411°E.

## Înființare
Situl Skabyer Torfgraben Ergänzung a fost declarat sit de importanță comunitară în martie 2004.

## Biodiversitate
Situată în ecoregiunea continentală, aria protejată conține 1 habitat natural: Păduri aluvionare cu Alnus glutinosa și Fraxinus excelsior (Alno-Padion, Alnion incanae, Salicion albae).
La baza desemnării sitului se află un număr nedeclarat de specii protejate.